# アルザスワイン

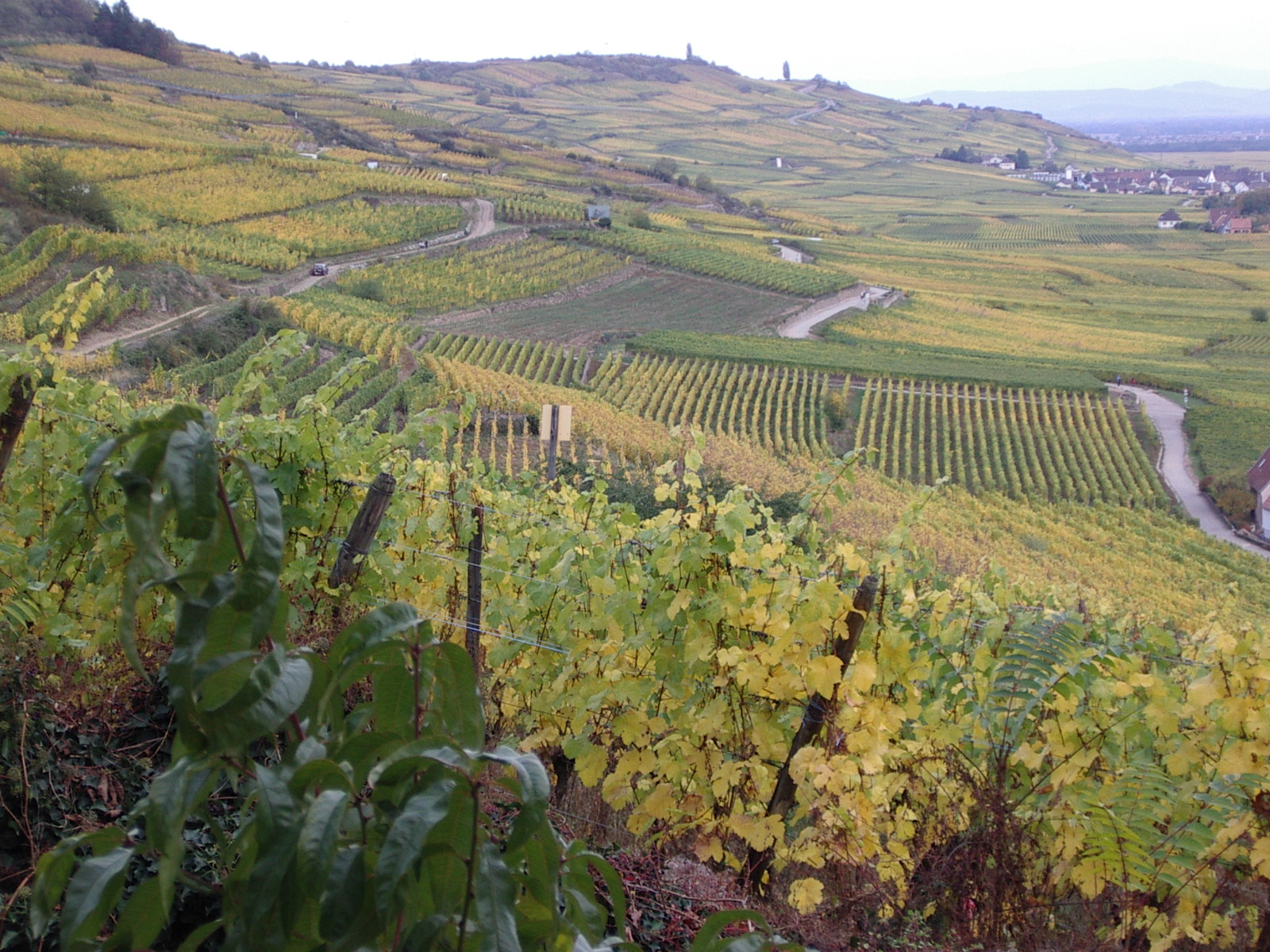
アルザス地方、ケゼルスベール近郊のブドウ畑

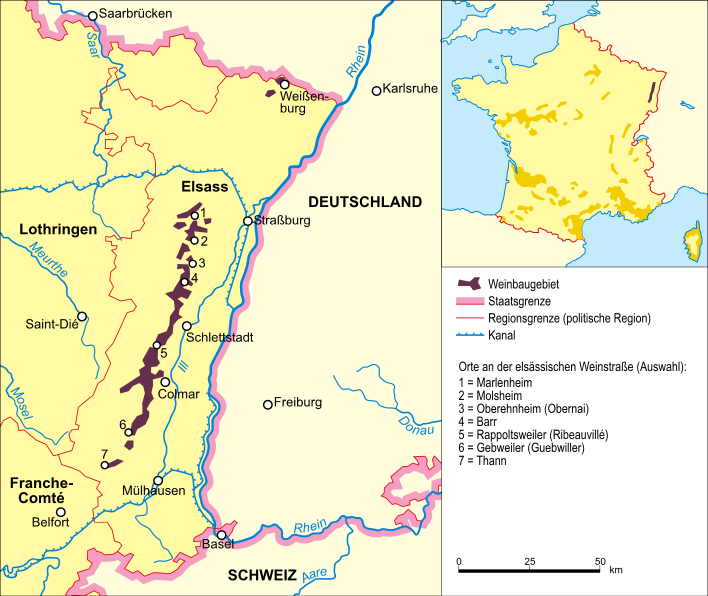
ワイン生産地域を記したアルザスの地図

アルザスワインはフランスのアルザス地方で造られるワインであり、多くは白ワインである。ドイツの影響を受けているため、フランスのAOCのなかでは唯一、単一品種ワインを中心とした生産がおこなわれており、使われる品種もドイツワインと同じものが多い。オーストリア・ドイツとともに、辛口のリースリングとしては世界でも最も優れたものを産出する地域であり、極めて香り高いゲヴュルツトラミネールの生産でもこれらの地域は知られている。アルザスで造られるワインは3つのAOCで規定されている。すなわち、赤・白・ロゼを含むAOCアルザス、格付けされたブドウ畑で造られる白ワインに対するAOCアルザス・グランクリュ、そしてスパークリングワインであるAOCクレマン・ダルザスである。白ワインでは辛口・甘口の両方が造られる。
2006年においては、ブドウ畑は119の村にまたがって15298ヘクタール存在し、1.113億リットルのワインが生産された。これは750mlのボトル1億484万本分にあたり、販売額は4億788万ユーロであった。ブドウ畑の78%でAOCアルザスの生産が、4%でAOCアルザス・グランクリュの生産が、18%でAOCクレマン・ダルザスの生産が行われた。白ワインが90%程度を占める。25%が輸出に回されるが、輸出量の多さで重要となる市場としてはベルギー、オランダ、ドイツ、デンマーク、アメリカが挙げられる。

## 歴史

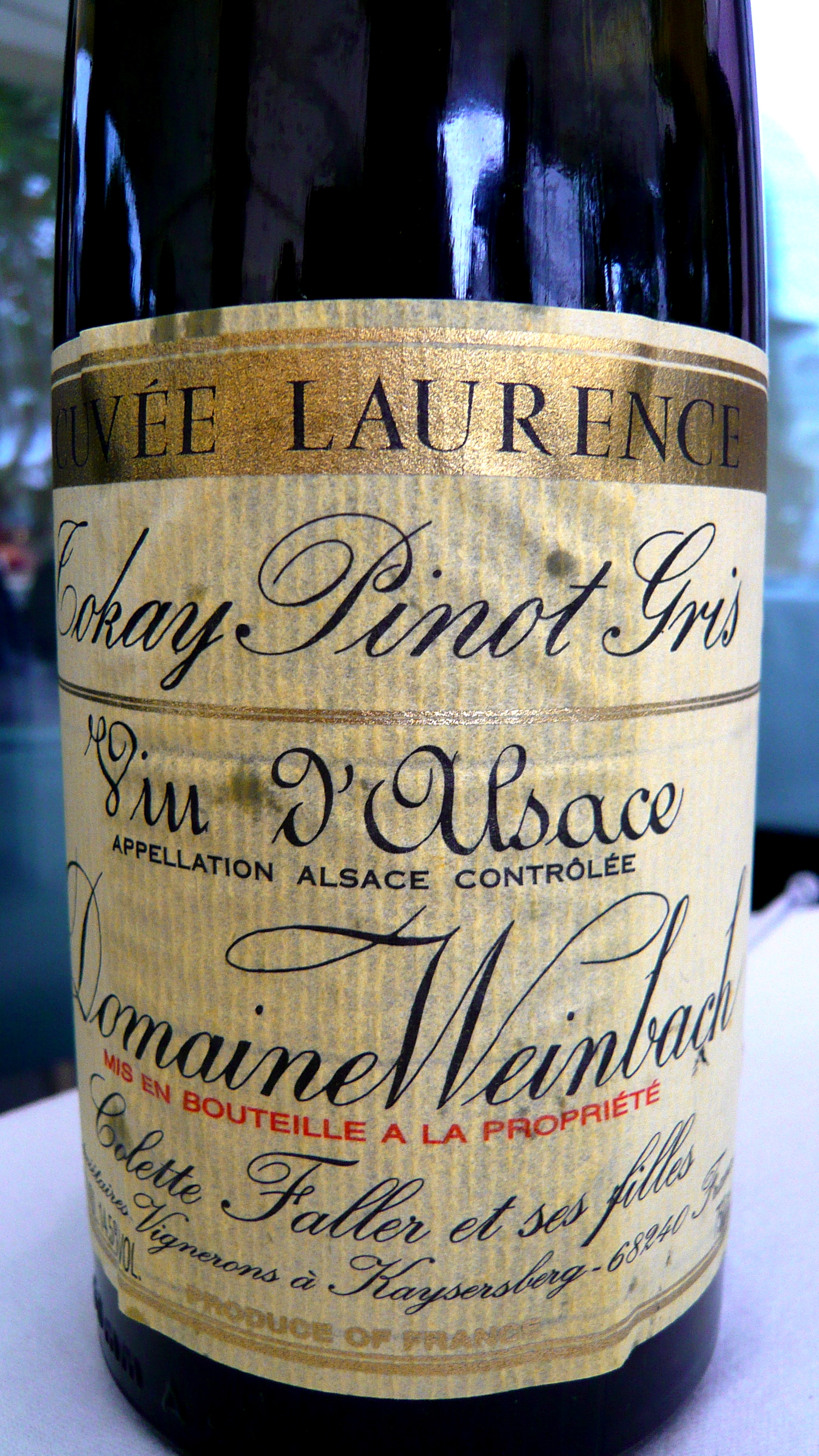
2000年のアルザスワイン。ラベルにトカイ・ピノ・グリ（Tokay Pinot Gris）の記載がある。

アルザスは支配する国が繰り返し変わってきた地域である。歴史上、フランスとドイツの間で何度も支配権が入れ替わっており、それがアルザスワインの歴史に大きな影響を与えてきた。アルザスにおける初期のワイン産業ではドイツと互いに取引を行っていたが、これはライン川がワインの輸送に一役買っていたからである。第二次世界大戦前までにはアルザスとドイツのワインのスタイルは乖離が生じていた。アルザスワインのほとんどは料理と合わせるために完全に発酵させて辛口に仕立てるのである。同時期に、アルザスワインの品質は向上し、やがてAOCに指定されることとなった。ここ数十年では、アルザスワインとドイツワインの差異は縮小した。これはドイツワインがより辛口でパワフルなスタイルとなるとともに、アルザスワインについてもやや甘めに造られたりレイトハーヴェストや貴腐ワインが「再発見」されたためである。レイトハーヴェストはヴァンダンジュ・タルディヴ（仏：Vendanges Tardives、VT）、貴腐はセレクション・ド・グラン・ノーブル（仏：Selection de Grains Nobles、SGN）と表されるが、この表記は1983年に導入された。
フランス全土ではブドウ畑が減少傾向にあるにもかかわらず、アルザスのブドウ栽培面積は漸増している。1967年のアルザスのブドウ畑は9400ヘクタールであったが、1983年には11750ヘクタール、2007年には15300ヘクタールとなった。この間に、栽培される品種としてはピノ・グリが最も増加し、4%から15%を占めるまでになった。それに対し、シルヴァーナーは最も減少した。

### 「トケ/トカイ」という名称の使用
14世紀には、ピノ・グリはハンガリーから持ち込まれたと信じられており、Szürkebarátと呼ばれていた。16世紀にはラザルス・フォン・シュヴェンディ将軍がトルコ遠征の際にアルザスへ持ち帰ったものだと広く考えられていた。この品種はキーンツハイムに植えられたが、このときにハンガリーで最も有名なワイン産地であるトカイ（Tokaji）にあやかりトケないしはトカイ（Tokay）と呼ばれるようになった。なお、ハンガリーのトカイで栽培される品種はフルミントやハルシュレヴェリュが主であり、ピノ・グリは使われない。長きにわたってこの品種を用いたアルザスワインはトケ・ダルザス（Tokay d'Alsace）とラベルに記載していたが、1993年にハンガリーとEU（当時、ハンガリーはEUに未加入であった）の間で交わされた合意によりハンガリー産以外のワインにトカイ（Tokay）と記載すること緒段階的に廃止することとなった。アルザスにおいては、中間段階まではトカイ・ピノ・グリ（Tokay Pinot Gris）の品種名が使われていたが、2007年にはここからトカイの記載を外さなくてはならなくなった。

## 地理・地質・テロワール

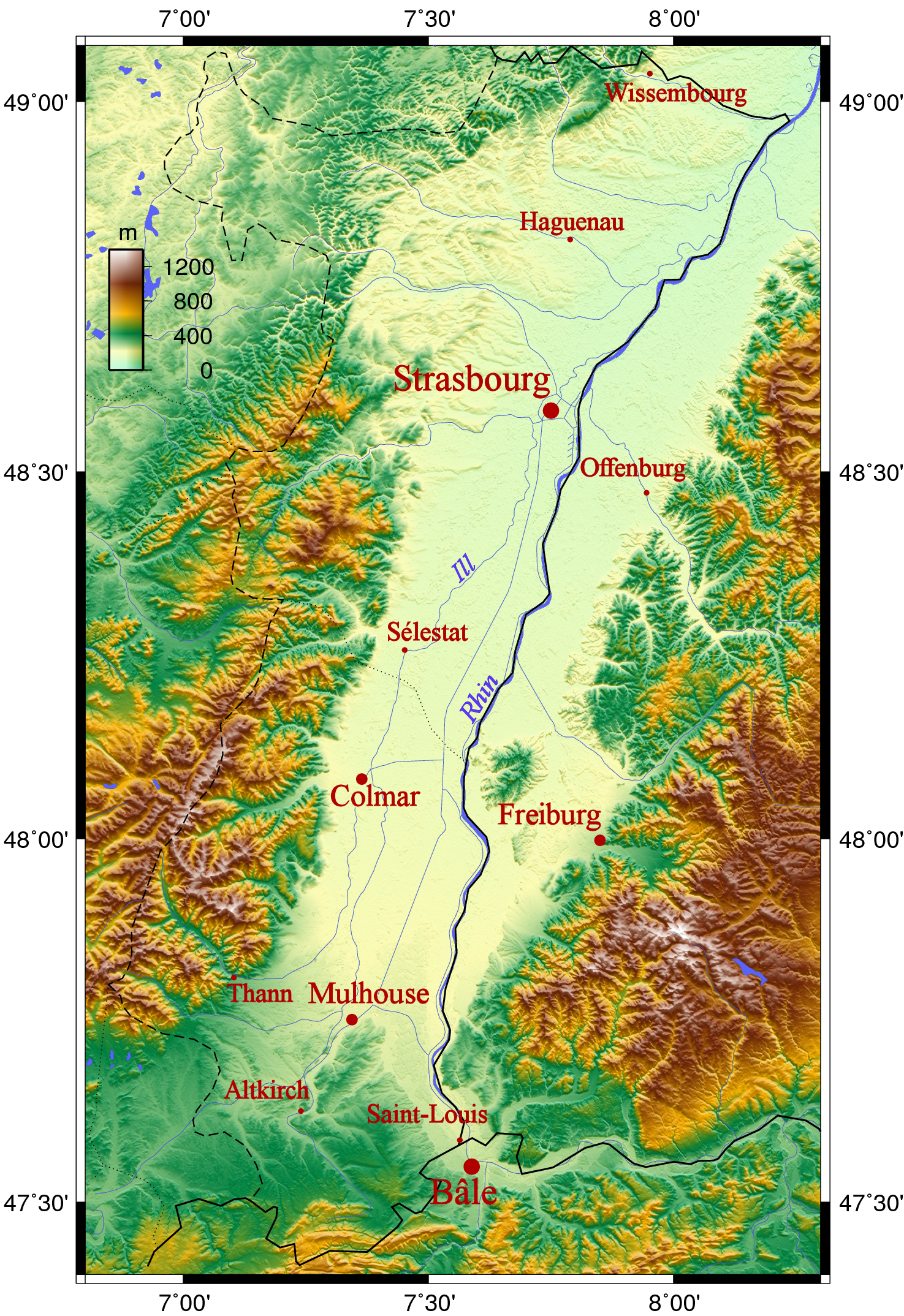
アルザスの地形図。西にあるヴォージュ山脈と東にあるライン側の重要性が分かる。多くのブドウ畑はヴォージュ山脈の裾野、ライン川に連なる平野部のすぐ近くに存在する。丘陵や、ヴォージュ山脈と逆側に山脈が存在しているため、ブドウ畑は単純に東向きというわけではなく、南北方向にも傾斜が存在することは留意すべきである。

アルザスのワイン生産地域は、地理的には2つの要因、すなわち西にあるヴォージュ山脈と東にあるライン川により規定される。ブドウ畑は、標高175～420mのヴォージュ山脈の東側の裾野に沿った南北に広がる細長い地域に集中している。この標高は、アルザスにおいては気温、水はけ、日照のバランスが良い。この地域は主に西風が吹くため、ヴォージュ山脈に守られる形になり、雨が少なく海洋性気候の影響を受けにくい。そのため、乾燥しており晴れの日が多い気候となる。コルマールの年間降水量は500mmであるが、これはフランスで最も乾燥した都市である。なお、降水量は地域によって大きく異なる。ヴォージュ山脈の裾野は基本的には東向きであるが、ブドウ栽培に最良とされる地区は南西ないしは南東を向いている。これはより日照を稼ぐことができるからである。
アルザスの地質は極めて多様であり、ブドウ畑に表出する土壌も多岐にわたる。これはアルザスには断層が位置しているためである。アルザス全体が並行する2つの断層によって形成されるライン地溝帯の西側に位置するが、これはヴォージュ山脈からシュヴァルツヴァルトに至るまでの地域である。

## ワインのスタイル

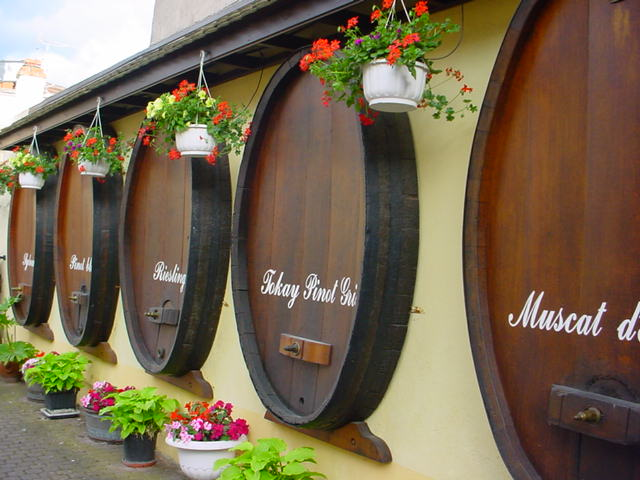
アルザスワインが貯蔵されている樽。アルザスの代表的な品種名が記されている。

アルザスで生産されるワインはほとんどが白ワインである。例外としてピノ・ノワール種で造られるワインがあるが、ロゼワインが多く、オットロットに見られるような赤ワインは稀である。クレマン・ダルザスと呼ばれるスパークリングワインも造られている。多くのアルザスの白ワインはアロマティック品種が使われており、花やスパイスの香りが豊かなワインとなる。オーク樽の香りが付けられることはほとんどないが、これは純粋な品種由来の香りを生かすためである。伝統的なアルザスワインは辛口である。このことにより、多くの品種が共通しているドイツワインとかつては区別されていた。しかし、より印象が強くフルーティーなワインを造ろうとする試みから、残糖を含むワインを造る生産者も出現している。アルザスワインのラベルには公式に辛口と半辛口・半甘口を区別する記載義務がないため、消費者に混乱を与えることもある。ゲヴュルツトラミネールやピノ・グリは熟しやすく糖度が自然に上がるため、リースリングやミュスカ、シルヴァーナーといった品種に比べて残糖を持つワインが多くみられる。残糖に関しては生産者独自のスタイルがあることが一般的である。生産者によっては甘口のデザートワイン以外では完全に辛口に仕立てたワインしか造らないものもいる。
アルザスで造られるほぼ全てのワインがAOCであり、アルザス全域をカバーするヴァン・ド・ペイの規定は存在しない。そのため、AOCでないワインを造る場合はヴァン・ド・ターブルにまで格下げする必要があるが、その場合はブドウ品種や生産地域、ヴィンテージの記載を行えない。もっとも、「エーデルツヴィッカー」や「ジャンティ」といった表記はAOCの規定では許されない複数の品種をブレンドしたワインに対して用いることができるため、あえてヴァン・ド・ターブルと記載することは少ない。

### ボトル
アルザスワインは、一般にフリュート・ダルザス（仏：flûtes d'Alsace）と言われる背の高いボトルを用いることが法的に定められている。このボトルはAOCの規定では"vin du Rhin"（「ラインのワインボトル」の意）と呼ばれている。同様のボトルは、法的な定めはないもののドイツの多くの地域で一般的かつ伝統的に用いられ、特にリースリングやその他伝統的な品種で造られた白ワインでその傾向が強い。

### 甘口ワイン
甘口ワインの区分として、ヴァンダンジュ・タルディヴとセレクション・ド・グラン・ノーブルの2つが存在する。ヴァンダンジュ・タルディヴはフランス語で「遅摘み」を意味する。ドイツ語におけるシュペトレーゼと同義ではあるが、ブドウの糖度の観点ではむしろアウスレーゼに近い。セレクション・ド・グラン・ノーブルは「粒選り摘み貴腐ワイン」の意味で、貴腐の影響を受けたブドウで造られる。ドイツにおけるベーレンアウスレーゼに近い。どちらにおいても、アルザスワインはドイツワインと比べてアルコール度数を高めに造り、それ故ワインの糖度は低めであることが多い。リースリングやミュスカで造られるヴァンダンジュ・タルディブは甘口というよりは半甘口に仕上げられることが多いが、ゲヴュルツトラミネールやピノ・グリではヴァンダンジュ・タルディブにおいても甘口が一般的である。もっとも、どのようなタイプのアルザスワインにも言えることではあるが、糖度に関しては生産者のスタイルに依る部分が大きい。

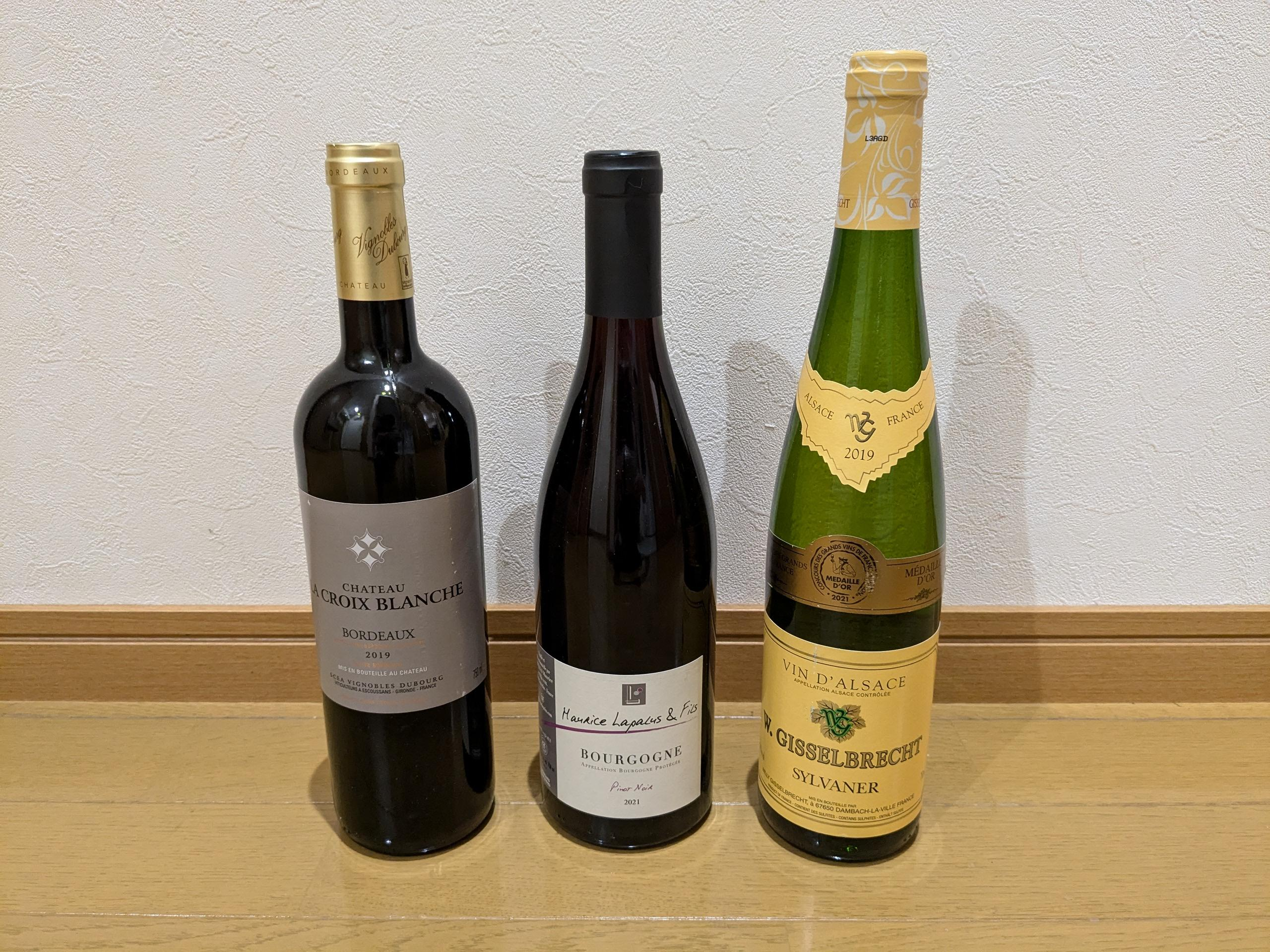
ボルドー（右）、ブルゴーニュ（中央）、アルザス（左）のワインボトル。アルザスワインにはフリュートと呼ばれる細長いボトルが使われている。

ブドウに必要とされる糖度は、ムストに含まれる糖分および発酵後のアルコール度数で定められる。必要な糖度は2001年に引き上げられた。
生産者であるエメ・シュテンツは、レイトハーヴェストのピノ・ブランを"Pi-Noblesse"という名称で販売している。これはヴァンダンジュ・タルディヴとセレクション・ド・グラン・ノーブルのどちらにも適合しない。
ヴァンダンジュ・タルディヴおよびセレクション・ド・グラン・ノーブルの果汁糖分含有量は下表の通りである。
| 品種                              | ヴァンダンジュ・タルディヴ | セレクション・ド・グラン・ノーブル |
| --------------------------------- | -------------------------- | ---------------------------------- |
| ゲヴュルツトラミネール ピノ・グリ | 257g/L                     | 306g/L                             |
| リースリング ミュスカ             | 235g/L                     | 276g/L                             |

### スパークリングワイン
クレマン・ダルザスはAOCの規定に従いアルザスで造られるスパークリングワインであり、シャンパーニュと同様の瓶内二次発酵が行われる。白ワインのほかピノ・ノワールからロゼも造られる。AOCのスパークリングワインとしては、フランスで最も多く消費される。

## ブドウ品種
| 品種                                       | 栽培面積比 (2008) |
| ------------------------------------------ | ----------------- |
| リースリング                               | 21.7%             |
| ゲヴュルツトラミネール                     | 18.6%             |
| ピノ・グリ                                 | 15.2%             |
| オーセロワ・ブラン                         | 14.2%             |
| ピノ・ノワール                             | 9.6%              |
| シルヴァーナー                             | 8.9%              |
| ピノ・ブラン                               | 7.0%              |
| ミュスカ系品種                             | 2.3%              |
| シャスラ                                   | 0.6%              |
| その他品種（シャルドネ・サヴァニャンなど） | 1.3%              |
| 複数品種の混栽                             | 0.6%              |
| 合計                                       | 15535 ha          |

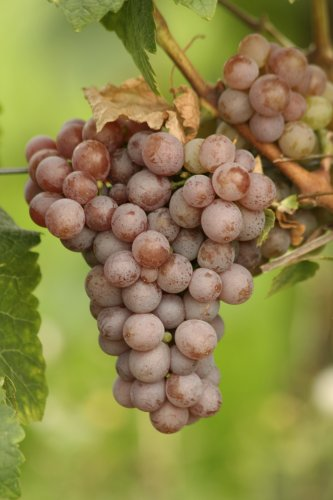
ゲヴュルツトラミネールは赤みがかった果皮を持つが、白ワイン用の品種であり、アルザスで一般的に用いられる。

リースリング、ピノ・グリ、ミュスカ、ゲヴュルツトラミネールの4品種は高貴品種と呼ばれることがある。ここ数十年の間に、リースリングやピノ・ノワールの栽培は増加しており、ピノ・グリについては特に顕著な増加を見せている。それに対し、シャスラやかつて最多であったシルヴァーナーは減少した。

### 品種の表記と各種規定

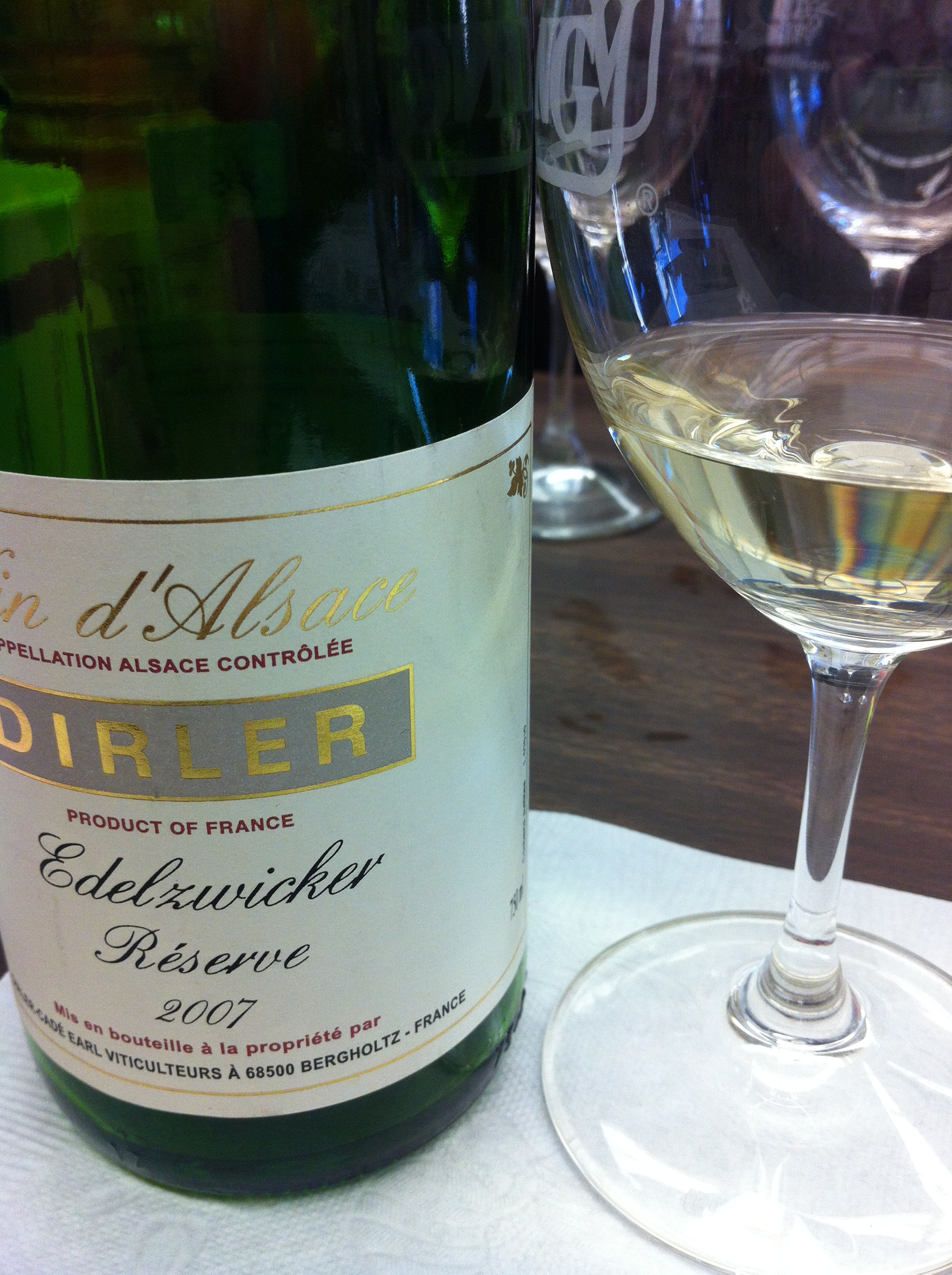
エーデルツヴィッカー

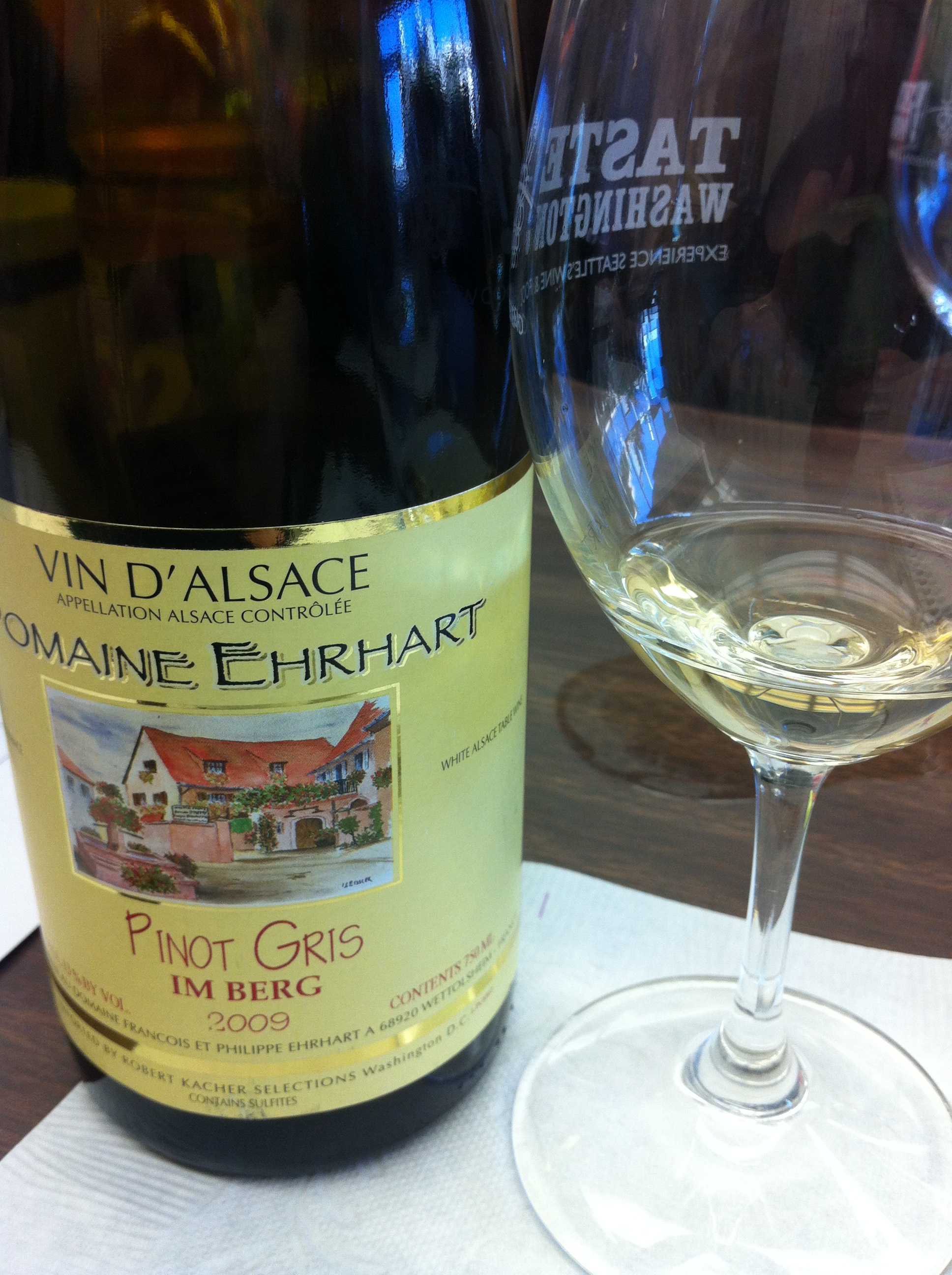
ピノ・グリ

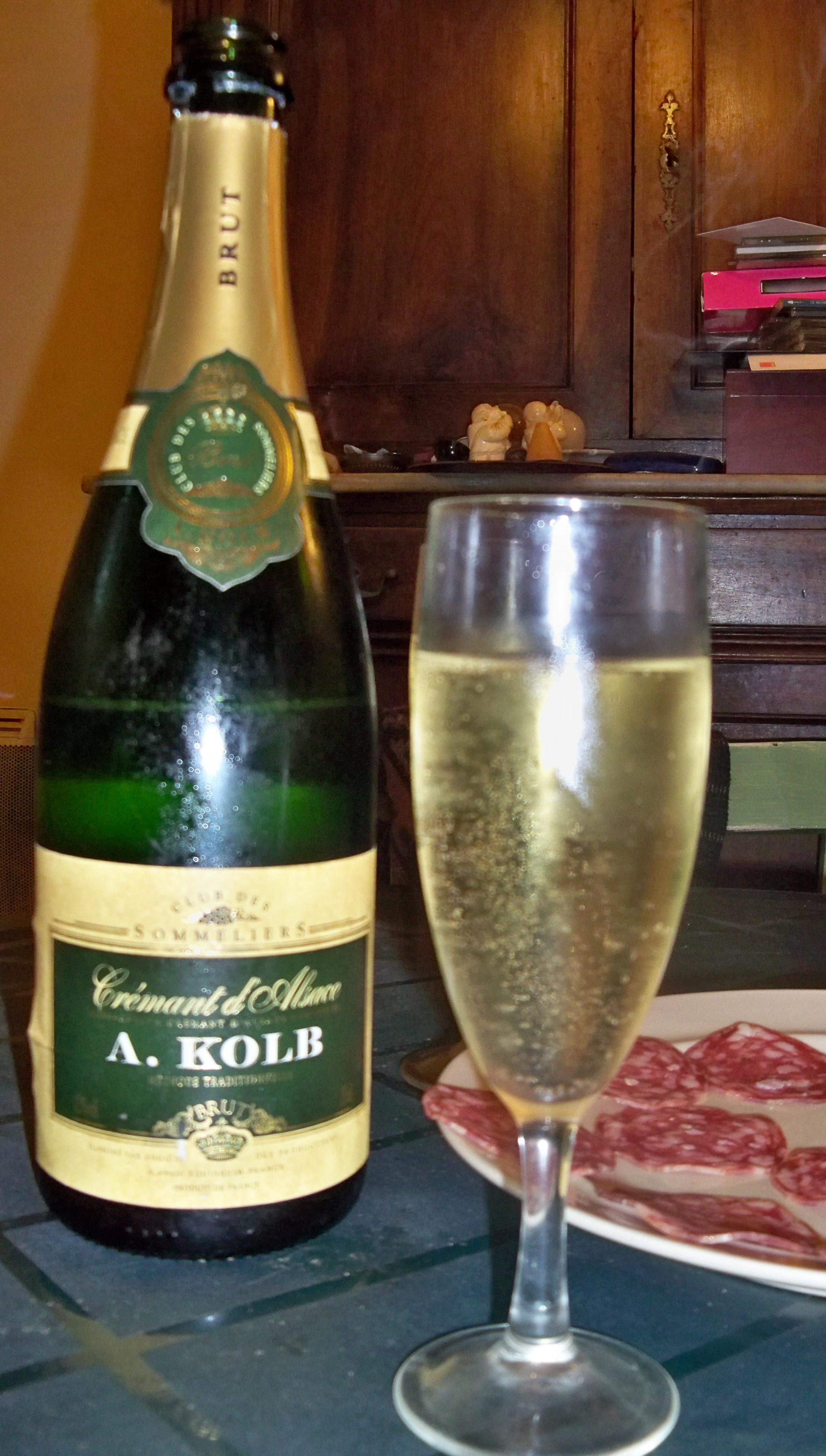
クレマン・ダルザス

アルザスは、フランスのワイン生産地域の中唯一、品種名をラベルに記載することが長く行われてきた。これはドイツの伝統の影響であり、ニューワールドにおいて品種名を記載したワインが商業的に成功を収めるよりもはるかに前から行われている。しかし、AOCの規定上、品種名に思えるような名称であっても、必ずしも単一品種しか使われていないというわけではない。
| 表記                                   | 使うことのできる品種                                                                       | AOC アルザス | AOC アルザス・グランクリュ | VT ・SGN | 補足 |
| -------------------------------------- | ------------------------------------------------------------------------------------------ | ------------ | -------------------------- | -------- | --- |
| 高貴品種                               |                                                                                            |              |                            |          | |
| ゲヴュルツトラミネール                 | ゲヴュルツトラミネール                                                                     | ○            | ○                          | ○        | アルザスにおける表記は"Gewurztraminer"であり、ドイツ語（Gewürztraminer）のようにウムラウトは用いられない |
| ミュスカ                               | ミュスカ・ブラン・ア・プティ・グレン ミュスカ・ロゼ・ア・プティ・グレン ミュスカ・オトネル | ○            | ○                          | ○        | これらの品種をブレンドすることはAOCアルザスの規定では許可されている。 AOCアルザス・グランクリュでも基本的にはブレンドが可能だが、ゾッツェンベルクとケフェルコプフではブレンドが認められていない。 |
| ピノ・グリ                             |                                                                                            | ○            | ○                          | ○        | 1994年まではトケ・ダルザス、その後はトカイ・ピノ・グリと呼ばれていた。ハンガリーのトカイとの軋轢を避けるために、トカイとの表記は用いられなくなり、2007年からは「ピノ・グリ」が唯一許容される表記である。 |
| リースリング                           |                                                                                            | ○            | ○                          | ○        | |
| その他の単一品種                       |                                                                                            |              |                            |          | |
| シャスラ グートエーデル                | シャスラ                                                                                   | ○            |                            |          | |
| クレヴナー・デ・ハイリゲンシュタイン   | サヴァニャン・ロゼ                                                                         | ○            |                            |          | ボウルクハイム・ゲルトヴィラー、ゴックヴィラー、ハイリゲンシュタイン、オベルネに存在するブドウ畑でのみ栽培可能であり、2021年以降は認可された地域の外への植え替えも禁止された。 |
| ピノ・ノワール                         |                                                                                            | ○            |                            |          | 赤ワイン・ロゼワイン用 |
| シルヴァーナー                         |                                                                                            | ○            |                            |          | ミッテルベルカイムに存在するグランクリュであるゾッツェンベルクでは、2006年以降シルヴァーナー単体のほか、ゲヴュルツトラミネール、ピノ・グリ、リースリングとのブレンドが認められている。ただし品種の表記はできない。                                                                                               |
| 複数品種のブレンドが認められている表記 |                                                                                            |              |                            |          | |
| ピノ クレヴネル                        | オーセロワ・ブラン ピノ・ブラン、ピノ・グリ、ピノ・ノワール（白ワインにした場合）          | ○            |                            |          | 「ピノ」の表記の場合、これらの品種を単一で使うことも任意の割合でブレンドすることも可能である。 「クレヴネル」表記の場合、ピノ・ブラン（クレヴネルは別名）を用いる必要がある。しかし、ピノ・ブランと表記されたワインにシャルドネをブレンドすることが、AOCの規定に反しているにもかかわらず、当局に黙認されている。 |
| エーデルツヴィッカー                   | アルザスで栽培可能なすべての品種                                                           | ○            |                            |          | 一般的には数種類がブレンドされる。 |
| AOCの既定から外れた表記                |                                                                                            |              |                            |          | |
| ジャンティ                             | アルザスで栽培可能なすべての品種                                                           |              |                            |          | ブレンドワインに使われる古い区分であり、法的根拠はないが再び使われるようになっている。概ね、ジャンティは最低でも高貴品種を50%使うものと認識されており、その観点ではエーデルツヴィッカーより格上である。 |
| アルザスで栽培されるその他の品種       |                                                                                            |              |                            |          | |
| シャルドネ                             |                                                                                            |              |                            |          | クレマン・ダルザスでは使うことができるが、AOCアルザスでは認められていない。ステイルワインの場合、シャルドネはヴァン・ド・ターブルとしか評価できないが、上記のようにピノ・ブランにブレンドすることは黙認されている。                                                                                              |

## AOC以外のワイン
アルザスで生産されるワインのほぼ全てがAOC（AOCアルザス、AOCアルザス・グランクリュ、AOCクレマン・ダルザス）の規定を満たす。また、フランスの他のワイン生産地域と異なり、アルザスにはヴァン・ド・ペイの規定が存在しない。そのため、AOCの定めにそぐわないワインは単にヴァン・ド・ターブルとして販売される。このような事態は、例えば生産者がAOCで認められていない品種を使おうとした場合に発生し、実例としてはドメーヌ・ツィント・フンブレヒトが販売している「ツィント」というキュベはシャルドネ65%とオーセロワ35%である。

## 産業構造
2000を超える生産者がワインを生産しているが、全生産量の8割以上が協同組合を含む175の生産者によって造られている。アルザスにおいては、最大手の企業やネゴシアンであっても家族経営であることが多い。2001年にはアルザスワインのおよそ45%が協同組合により造られたものであった。

## 生産者
良く知られた生産者としては、トリンバック、ドメーヌ・ツィント・フンブレヒト、ヒューゲル・エ・フィス 、レオン・ベイエ、ヴァインバック、ジョスメイヤー、マルセル・ダイスなどがいる。ヒューゲルのような大手の生産者の多くは、自社畑で造られるワインと購入したブドウから造られるワインの両方を扱っており、ネゴシアンとしても活動している。ドメーヌ・ツィント・フンブレヒトのようにドメーヌを称する生産者は自社畑のブドウで作るワインだけを扱っていると考えられる。協同組合も存在し、そのうちいくつかは非常に評価が高い。

## アルザスワイン街道
アルザスワイン街道は約170kmにわたり、主要なワイン生産地域を通過する道路である。南北に67のコミューンを通過する。